# Aiji Tanaka
Aiji Tanaka (* 1951 in Tokio) ist ein japanischer Politikwissenschaftler. Er ist Professor und Direktor des Global Education Center der Waseda-Universität. Von 2014 bis 2016 amtierte er als Präsident International Political Science Association (IPSA).
Tanaka machte 1975 das Bachelor-Examen in Politikwissenschaft an der Waseda-Universität und wurde 1985 an der US-amerikanischen Ohio State University zum Ph.D. promoviert. Danach kehrte er nach Japan zurück und war nacheinander Dozent an der Dohto-Universität, der Toyo Eiwa Universität und der Aoyama-Gakuin-Universität. Seit 1998 ist er wieder an der Waseda-Universität tätig. Seine wissenschaftlichen Hauptinteressen liegen bei der Wahlforschung und der Analyse der öffentlichen Meinung.
Er fungierte als Präsident der Japanese Electoral Studies Association und war Mitglied im Vorstand der Japanese Political Science Association, bevor er zum IPSA-Präsidenten gewählt wurde.